# Тополка (річка)
Тополка — річка в Македонії — права притока Вардару. Довжина складає 45 км, сточище — 313 км². Тополка бере свій початок в гірському масиві Мокра Планина в районі вершини Десуловець, тече центральною Македонією та впадає у Вардар на південній околиці Велесу..

## Опис
З місця витоку Тополка тече північний схід, повертаючи біля села Горно Яболчіште на схід. Від села Дреново до Голозинці Тополка прямує на південний схід. В районі села Чашка Тополка знову змінює напрям свого руху на північно-східний де входить у вузьку ущелину, якою тече до самого впадіння у Вардар на південній околиці Велесу.
Тополка має кілка приток, найзначнішими з яких є Варновска та Мєлнічка Река (праві) та Мала Река (ліва).

### Використання
На території общини Чашка на висоті близько 450 м над рівнем моря зведено греблю висотою 66 м, в результаті чого утворилося озеро Лісіче завдовжки 2000 м, завширшки 2400 м, з максимальною глибиною близько 60 м. Вода з нього використовується для забезпечення питною водою Велеса.
В середній течії річки, завдяки рівнинному характеру річища створені умови для вирощування рису. Завдяки цьому цей регіон є другим за об'ємами виробництва рису в Македонії.
В минулому в нижній течії річки, поблизу від Велеса, розташовувалася велика кількість млинів, з яких на сьогодні працює лише декілька.

### Походження назви
Назва річки походить від великої кількості тополь, що ростуть вздовж всієї течії річки.